# 城山ダム
城山ダム（しろやまダム）は、神奈川県相模原市緑区、相模川本川に建設されたダムで、神奈川県、横浜市、川崎市、横須賀市の共同施設である。

## 概要
城山ダムは、高さ75メートルの重力式コンクリートダム。目的は相模川の洪水調節、横浜市・相模原市・川崎市及び湘南地域への上水道・工業用水の供給である。寒川取水堰（相模川本川・固定堰）から相模原沈殿池（アースダム・18.5m）を経て各地へ送水されているほか、相模導水を通じて宮ヶ瀬ダム（中津川・国土交通省関東地方整備局）や道志ダム（重力式コンクリートダム・31.4m）との間で貯水を融通し、効率的な水運用を図っている。
目的の一つに発電があり、揚水発電用のダムとしても利用されている。神奈川県営城山発電所（最大出力25万kW）は日本初の大規模な純揚水式発電所として1965年（昭和40年）に建設され、夜間電力により185m下の城山ダム湖（津久井湖）から境川の本沢ダム湖にくみ上げ、昼間の電力消費の増大時に水を落下させて発電している。揚水発電所は電力会社が主体となって運営されることがほとんどで、城山発電所のように地方自治体による例は極めてまれである。
ダム天端を国道413号が通過しており、城山大橋とも呼ばれている。国道16号及びJR横浜線 橋本駅等の相模原市中心部へ通じる主要幹線道路となっている。ダムが幹線道路に使われる例は全国でも珍しい。
これも都市化の影響である。

当ダムのクレストゲート・オリフィスゲートは、ともに石川島播磨重工業呉造船所（現在のジャパン マリンユナイテッド）によって製作されたものである。

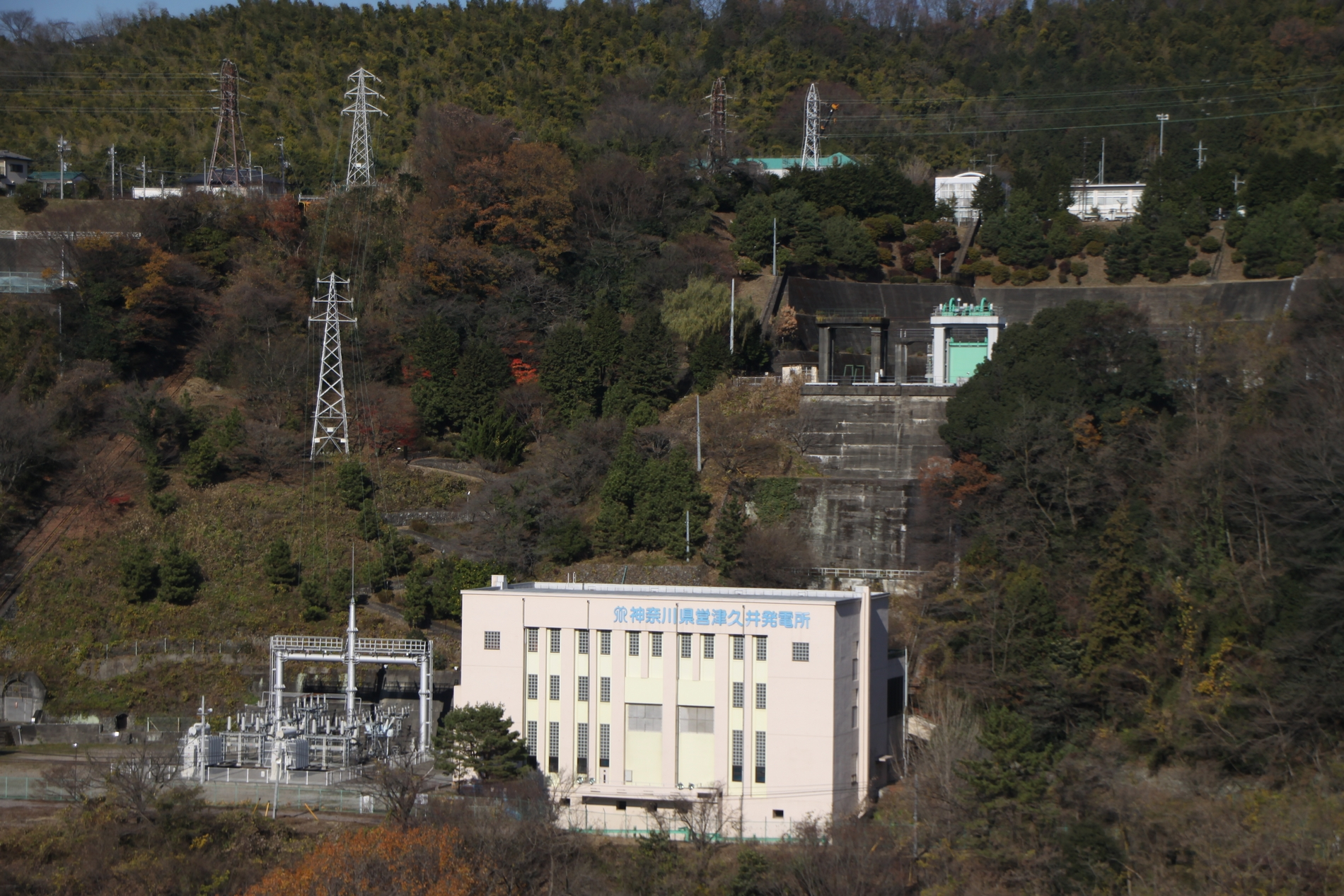
津久井発電所
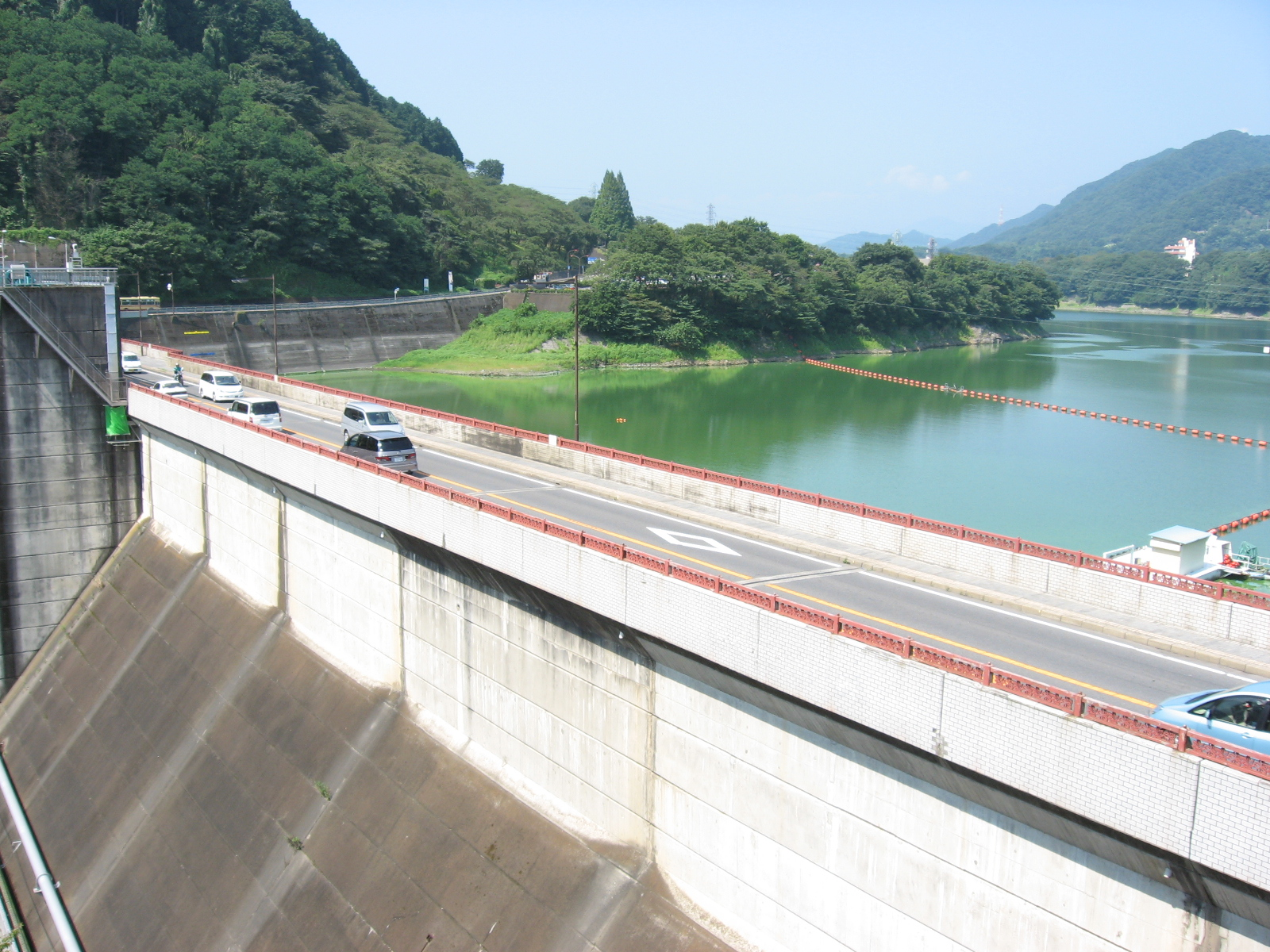
ダム天端を国道413号が走る

## 沿革

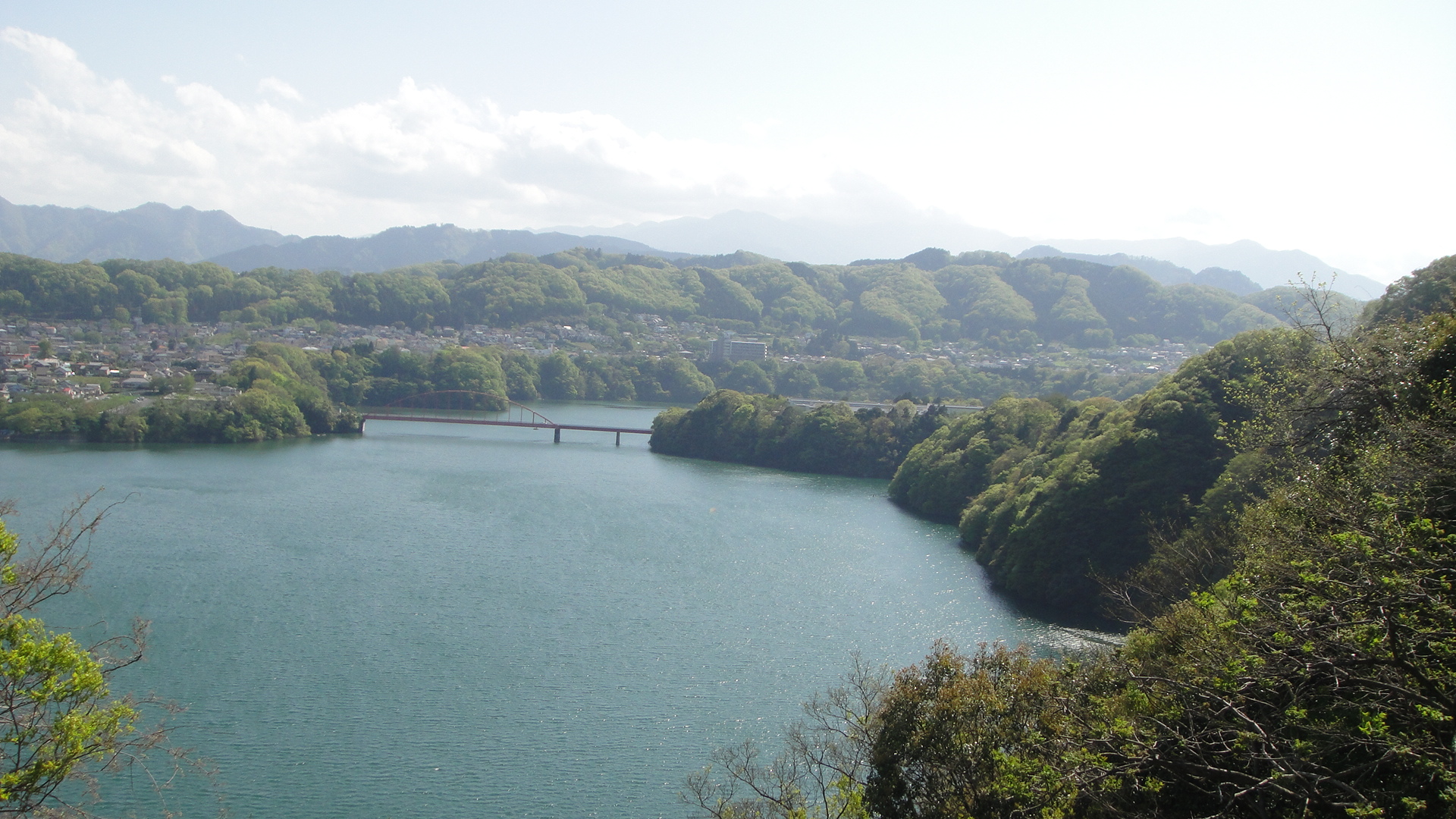
津久井湖（2010年4月29日撮影）

「相模川河水統制事業」によって相模川には既に相模ダムが1947年（昭和22年）に建設されていたが、横浜市を始めとする神奈川県内の人口急増に伴い、新たな水源確保が重要となった。そこで神奈川県は相模川に新たなるダムを建設して水需要に対応しようとした。こうして補助多目的ダムとして建設が開始され、1965年（昭和40年）に完成した。

## 津久井湖
城山ダムによって形成されるダム湖は津久井湖（つくいこ）と命名された。都市部近郊でありレジャーで訪れる観光客が多い。
津久井湖によって多くの家屋が水没することになり、住民の移転をめぐる補償交渉では代替地宅地造成による補償で応えた。これは後に水源地域対策特別措置法の代替地取得等補償対策のモデルとなった。
満水時に津久井湖は上流にある既設の沼本ダム（重力式コンクリートダム・25.5m）に達し、堤体下部を水没させる。
近くの津久井湖城山公園内には、ダム工事で殉職した13人を称える慰霊碑が建立されている。

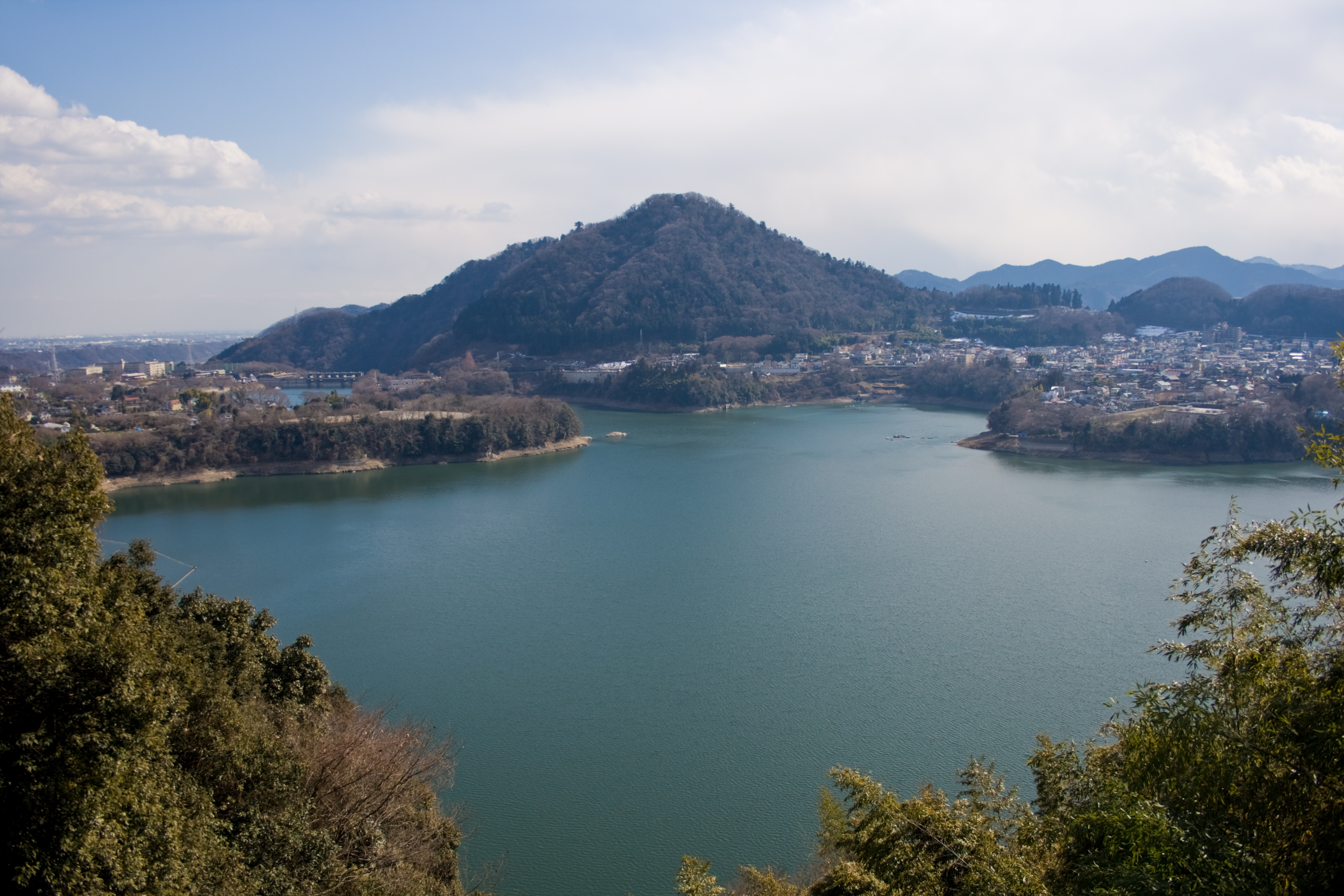
津久井湖と背面にそびえる城山（標高375m）
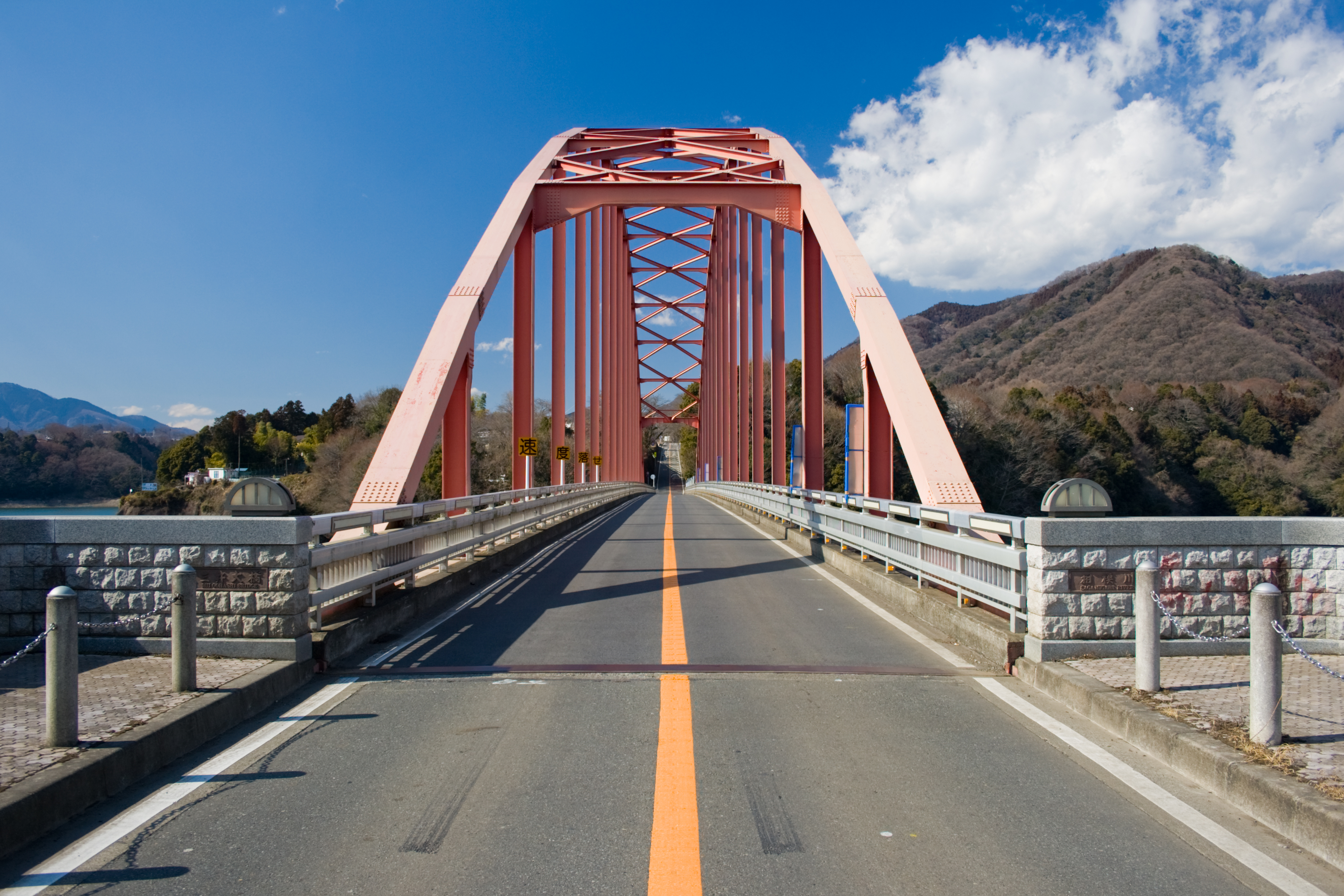
津久井湖の中央に架かる三井大橋は、かながわの橋100選に選ばれた。
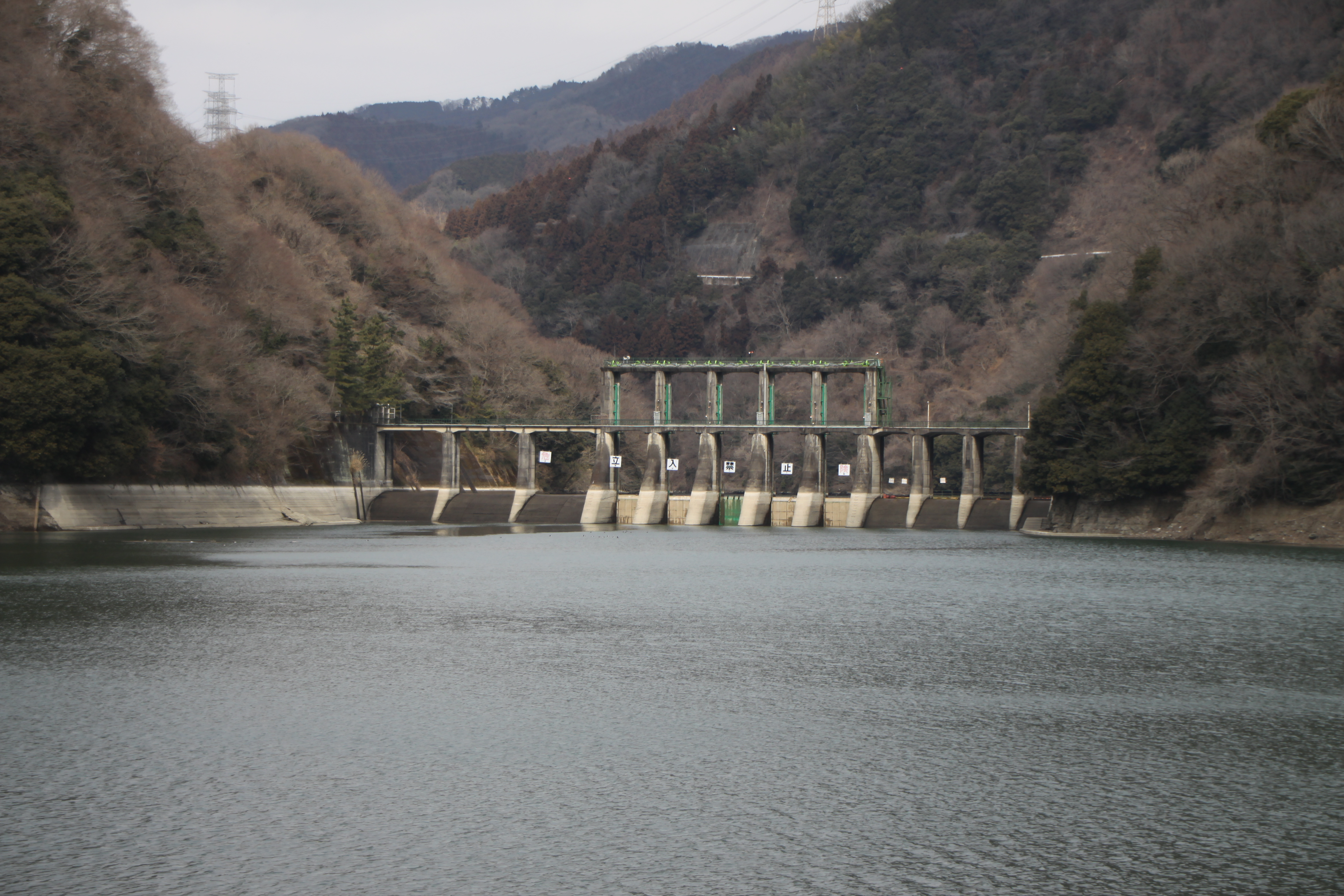
沼本ダム

### 水質問題
城山ダムは、周囲を住宅地に囲まれていることから、生活排水が流入することによる富栄養化・水質汚濁が問題になっている。

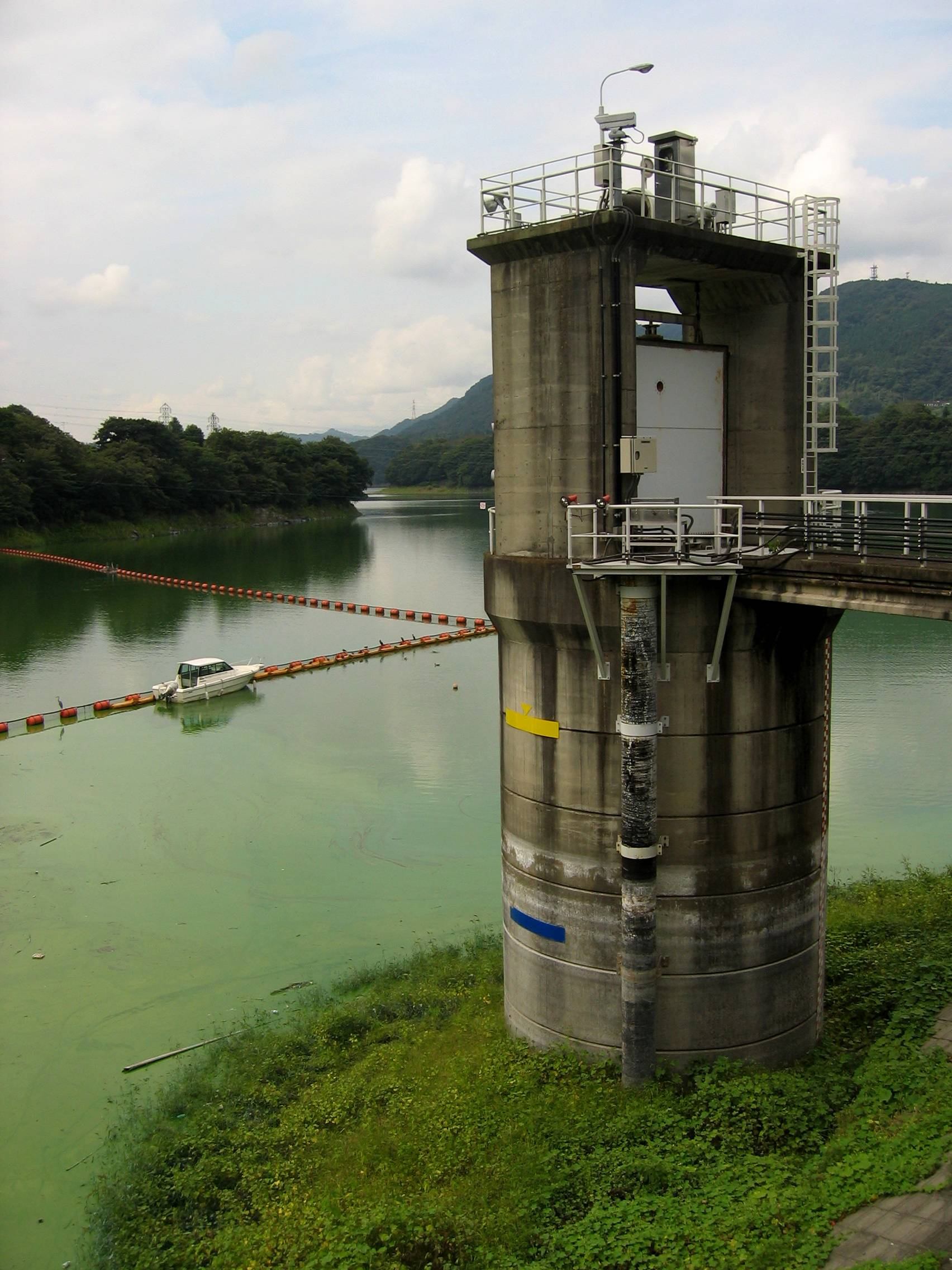
津久井湖取水塔
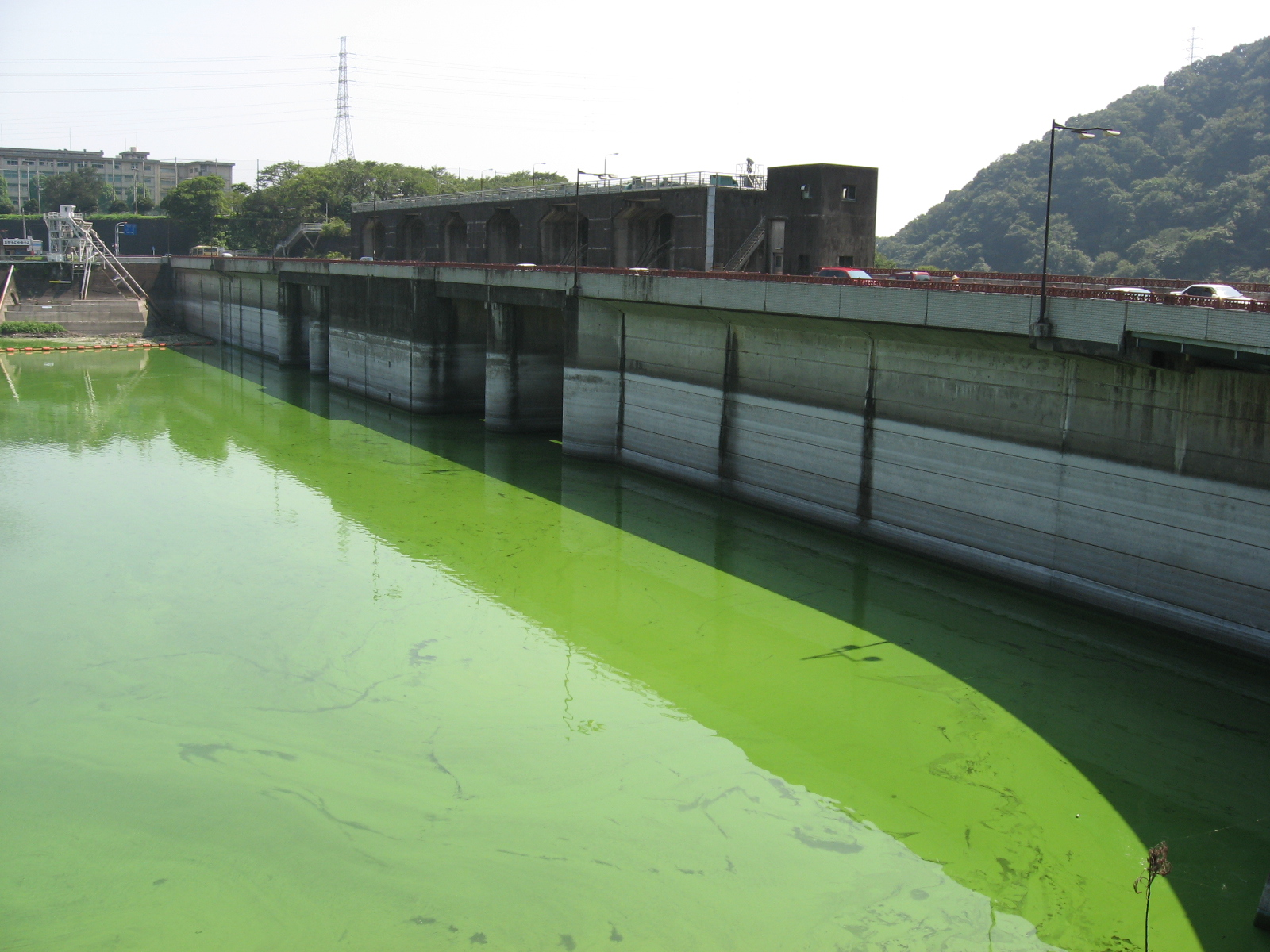
アオコが大発生し緑色に染まった津久井湖（2006年9月）
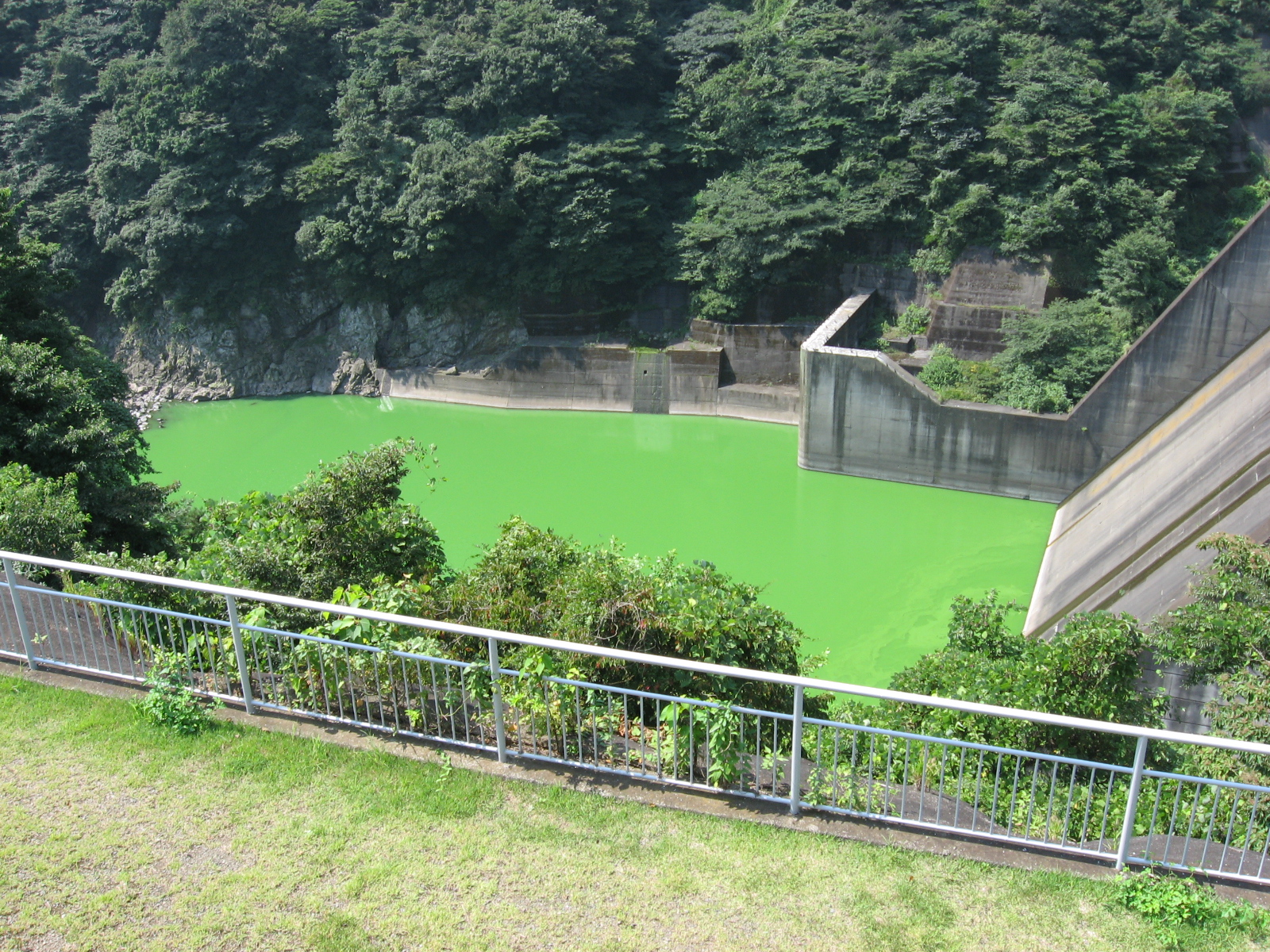
ダム下流側でもアオコが大発生している（2006年9月）

## 災害・事故・トラブルなど
- 2019年（令和元年）10月12日、令和元年東日本台風（台風19号）による降雨の影響により城山ダムとしては初めて緊急放流が行われた[5]。

## 近隣の橋
（上流）- 弁天橋 - 桂橋 - 名手橋 - 三井大橋 - 城山大橋（城山ダム）
城山大橋（城山ダム） - 新小倉橋 - 小倉橋 - 高田橋 - 相模川水路橋 -（下流）